# Мамаев, Эльдар Камильевич
Эльда́р Ками́льевич Мама́ев (кум. Мамайланы Элдар Камилны уланы, 14 июня 1985, Махачкала, СССР) — российский футболист, защитник.

## Карьера
Детскую карьеру начинал в школе «Олимп», что в Редукторном посёлке Махачкалы, у тренера Омара Гаджиева. Затем, перейдя в РСДЮШОР-2, некоторое время занимался с Рустамом Избулатовым, после чего попал в руки Александра Маркарова. Именно он дал футболисту настоящее футбольное образование. С 2001 по 2002 годы играл за дубль «Анжи». На протяжении 2001 года призывался в юношескую сборную России, за которую провёл 18 матчей и забил 1 гол. В 2003 году дебютировал в Первом дивизионе.

## Достижения
- Победитель Первого дивизиона: 2009

## Личная жизнь
По национальности кумык. В 2007 году женился, в конце того же года вместе с женой отправился в хадж. Троюродный брат Адиль Ибрагимов также профессиональный футболист.